# Charles Addams
Charles Samuel Addams, także jako Chas Addams (ur. 7 stycznia 1912 w Westfield, zm. 29 września 1988 w Nowym Jorku) – amerykański karykaturzysta, ilustrator, artysta fantastyczny o czarnym humorze, znany jako twórca komiksu o upiornej rodzinie, prezentowanego na łamach czasopisma New Yorker. Na podstawie komiksu powstał w latach 60. serial komediowy. 

## Dzieciństwo i edukacja
Urodził się w Westfield (New Jersey), był synem Charlesa Huey Addamsa, kierownika firmy produkującej fortepiany oraz Grace M. Spear. Jego ojciec, który studiował architekturę, zachęcał młodego Charlesa do rysowania i robił rysunki do gazety studenckiej w Westfield High School. Addams wstąpił na Colgate University w 1929 r., ale już po roku przeniósł się na University of Pennsylvania (1930), który opuścił w następnym roku (1931), aby zapisać się do Grand Central School of Art w Nowym Jorku, gdzie spędził następny rok (większość z tego, wyznał kiedyś, spędził po prostu „oglądając ludzi” przechodzących przez dworzec kolejowy Grand Central Terminal).

## Kariera zawodowa
Rozpoczynając karierę jako ilustrator w 1932 r., Addams podjął pracę jako artysta sztabowy dla prawdziwego magazynu detektywistycznego Macfadden, robiąc litery, retuszując zdjęcia i diagramy miejsc zbrodni za 15 $ tygodniowo. W tym samym czasie zaczął przesyłać karykatury do różnych magazynów, sprzedając swój pierwszy portret w 1933 r. Wkrótce potem sprzedawał na tyle regularnie, że rzucił pracę w Macfadden („ostatnia i jedyna praca, jaką kiedykolwiek miałem”, powiedział), aby zarobić na swoje całkowicie jako niezależny rysownik.
Chociaż w latach 30. i 40. sprzedawał karykatury wielu magazynom, Addams najbardziej związany był z New Yorkerem, gdzie jego makabryczne poczucie humoru stało się stałym elementem. Ten magazyn kupił swoją pierwszą kreskówkę Addamsa w 1935 r. — zdjęcie mężczyzny stojącego na lodzie w skarpetkach i mówiącego: „Zapomniałem łyżew”. Jednak popularność rysownika rozpoczęła się wraz z opublikowaniem (w New Yorkerze datowanym 13 stycznia 1940 r.) karykatury przedstawiającej równoległe tory narciarza prowadzącego bezpośrednio do drzewa, a następnie omijającego je, po jednym ścieżce z każdej strony. Rysunek nie zawierał podpisu. Przyznał wtedy, że sam nigdy do końca nie rozumiał rysunku, ale był zachwycony, że szpital psychiatryczny w Nebrasce wykorzystał rysunek do sprawdzenia wieku umysłowego swoich pacjentów. „Poniżej poziomu 15-latka nie mogą powiedzieć, co jest nie tak” – powiedział Addams.
Zmarł 29 września 1988 roku, w St. Clare's Hospital and Health Center in New York City, przyczyną zgonu był atak serca.

## Twórczość
- Rodzina Addamsów (twórca komiksu i scenarzysta serialu)

## Nawiązania
7 stycznia 2012 r. Google na swojej stronie uczciło 100. rocznicę urodzin ojca rodziny Addamsów zmieniając logo.